# Kompadavu, Mangalore
Kompadavu là một làng thuộc tehsil Mangalore, huyện Dakshin kannad, bang Karnataka, Ấn Độ.